# جنگل پنهان تارزان
جنگل پنهان تارزان (انگلیسی: Tarzan's Hidden Jungle) یک فیلم ماجراجویی و فانتزی سیاه و سفید به کارگردانی هارولد شوستر است که در سال ۱۹۵۵ منتشر شد.
شخصیت «جین» (دوست و همسر تارزان) در این فیلم وجود ندارد. در فیلم شخصیت «تارزان» (با بازی گوردون اسکات) در آغاز به شخصیت «جیل هاردی» (با بازی ورا مایلز) علاقه‌مندی گاه‌به‌گاه نشان می‌دهد، اما با هم ازدواج نمی‌کنند. در دنیای واقعی، گوردون اسکات و ورا مایلز پس از پایان فیلم‌برداری، با یکدیگر ازدواج کردند.

## بازیگران
- گوردون اسکات
- ورا مایلز
- جک ایلام
- دان بدو
- رکس اینگرام
- میدی نورمن
- ریچارد ریوز
- چارلز فردریکز
- جستر هیرستون
- آیک جونز